# Ischua (Nueva York)
Ischua es un pueblo ubicado en el condado de Cattaraugus en el estado estadounidense de Nueva York. En el año 2000 tenía una población de 895 habitantes y una densidad poblacional de 10.7 personas por km².

## Geografía
Ischua se encuentra ubicado en las coordenadas 42°14′19″N 78°23′10″O / 42.23861, -78.38611.

## Demografía
Según la Oficina del Censo en 2000 los ingresos medios por hogar en la localidad eran de $34,926, y los ingresos medios por familia eran $38,173. Los hombres tenían unos ingresos medios de $28,155 frente a los $19,306 para las mujeres. La renta per cápita para la localidad era de $14,414. Alrededor del 14.0% de la población estaban por debajo del umbral de pobreza.